# Regent (diament)

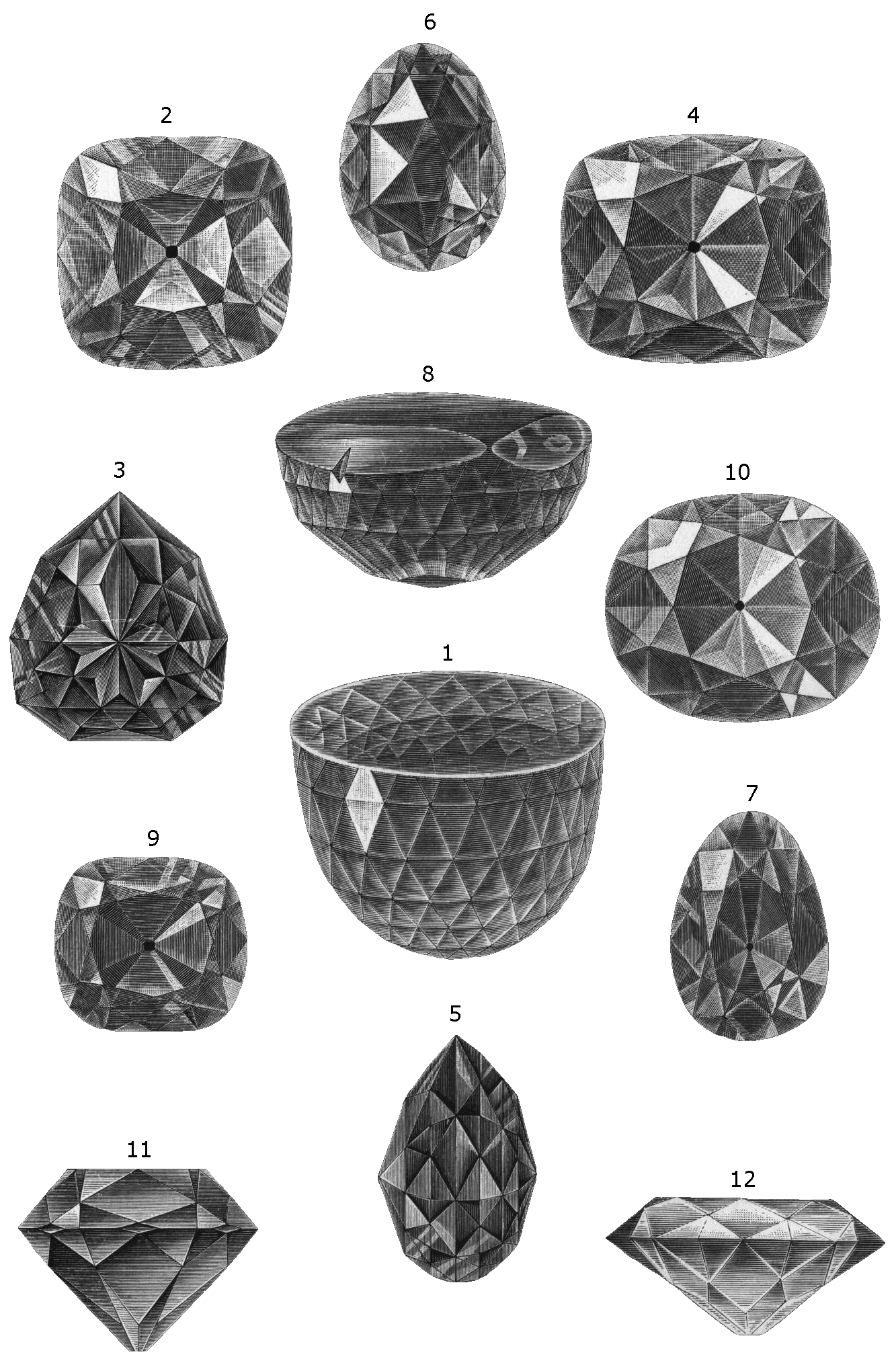
Najsłynniejsze diamenty świata: 1. Wielki Mogoł, 2. i 11. Regent, 3. i 5. Diament florencki, 4. i 12. Gwiazda Południa, 6. Sancy, 7. Drezdeński zielony diament, 8. i 10. Koh-i-noor ze starym i nowym szlifem, 9. Hope

Regent zwany też Pitt lub Milioner – diament uważany za najdoskonalszy pod względem szlifu. Obecnie przechowywany jest w Luwrze w Paryżu.
Kamień ten o masie 410 karatów został znaleziony ok. 1700 roku w Partial w jednej z kopalń diamentów Kompanii Wschodnioindyjskiej. Szczęśliwym znalazcą był niewolnik, który ukrył go w ranie zrobionej w nodze. Za obiecaną pomoc w ucieczce ofiarował znaleziony kamień marynarzowi, który jednak niewiele odniósł korzyści z wyłudzonego podstępem kamienia. Sprzedał go za niezbyt wysoką kwotę, a roztrwoniwszy pieniądze powiesił się z rozpaczy.
W końcu kamień dostał się do rąk gubernatora Madrasu, Pitta, który wywiózł go do Europy. W Londynie kamień został oszlifowany na doskonały brylant o masie 140,5 karata. Pitt sprzedał go w 1717 roku ówczesnemu regentowi Francji, księciu orleańskiemu za bajeczną cenę ponad 3 mln franków. Później zdobił obręcz korony królewskiej Ludwika XV. 
W czasie rewolucji francuskiej Regent wraz z innymi koronnymi klejnotami został skradziony, ale w 1793 roku odnaleziono go w belce wiązania dachu. Na początku XIX wieku dostał się do zbiorów w Luwrze. Dziś stanowi ozdobę w gablocie z klejnotami królów Francji w Galerii Apollona.